# Протограф (текстология)
Прото́граф (от др.-греч. πρώτος — «первый» + γράφω — «пишу»), реже антигра́ф (от др.-греч. ἀντί — против + γράφω — «пишу») — документ, рукопись или машинописный текст, который лёг в основу более поздних списков, редакций, ближайший по тексту оригинал одного списка или группы списков.

## Протограф и список
Протограф — понятие, обратное списку и копии: если рукопись A — список или копия с рукописи B, то рукопись B — протограф рукописи A. Отношение списка или копии к протографу не всегда подобны отношению копии к оригиналу. Понятие «протограф» шире понятия «оригинал некоторой копии». Между списком или копией и их протографом могут быть промежуточные списки или копии, но при условии, что в списке протограф не подвергся переработке или хотя бы частичному изменению. Если писец использовал текст двух или нескольких списков, все эти предшествующие списки-оригиналы являются протографами. Если документ имеет сложную историю текста, список оригинала произведения может одновременно являться протографом более позднего списка или группы списков.

## Протограф и архетип
Протограф близок по тексту к списку, архетип может отстоять от своих списков далеко по тексту. Архетип намечается в точке схождения восходящих линий родства, в то время как к протографу список восходит обычно по прямой. В некоторых случаях архетип и протограф могут совпадать. Происхождение тех или иных сохранившихся текстов может быть множественным. Текст может представлять собой компиляцию двух или нескольких текстов редакций, испытать на себе воздействие других памятников и т. д., и говорить об архетипе в данном случае невозможно. Но существование одного или нескольких протографов не вызывает сомнений, если только это не автограф (текст самого автора). Практически понятия архетип и протограф в работе текстологов часто смешиваются.

## Древняя и средневековая литература
Вероятность сохранения одного или нескольких из многочисленных списков произведения значительно выше вероятности сохранения первоначального текста. Произведения древней литературы сохранились исключительно в списках. Почти каждое произведение средневековой литературы имело сложную историю текста и целый ряд авторов, причём часто древнейший из дошедших до нас списков был создан несколькими столетиями позже времени написания произведения. Большинство средневековых произведений известно в списках. Следовательно, реконструкция протографов и архетипов этих произведений является одной из основных задач текстологии.